# 山梨県道37号南アルプス公園線
山梨県道37号南アルプス公園線（やまなしけんどう37ごう みなみアルプスこうえんせん）は、山梨県南アルプス市から南巨摩郡身延町に至る主要地方道に指定された県道である。
南アルプス街道の一部を成す。

## 概要
山梨県南アルプス市芦安芦倉野呂川入西方から南巨摩郡身延町下山鶴巻に至る。
1994年（平成6年）に「野呂川波高島停車場線」から改称。早川沿いに南アルプスの峡谷を通る。
南アルプス市芦安芦倉の広河原から奈良田開運隧道の間は狭隘なトンネルが連続する悪路区間であり、11月1日から6月30日までは冬期通行止となる。2005年（平成17年）からは自然保護のため、開放期の6月下旬から11月上旬までマイカー規制を行っている。
広河原で山梨県営林道南アルプス線とは地図上では接続しているものの、上記のとおり一般車は実質的に通年通行止となっているため、丸山林道と接続する奈良田以北で他の道へ抜けることはできない。
災害による通行止も多い。2014年（平成26年）の台風第11号では、早川町にある琴路トンネル付近で8月10日に土砂崩れがあり、翌日の復旧まで79世帯112人が一時的に孤立状態になった。ほか、工事などによる時間規制もたびたび行なわれている。
静岡県道60号南アルプス公園線との関連はない。

### 路線データ
- 起点：山梨県南アルプス市芦安芦倉野呂川入西方
- 終点：山梨県南巨摩郡身延町下山鶴巻（上沢交差点、国道52号・国道300号交点）
- 陸上距離：57.058 km[要出典]

## 歴史
- 1993年（平成5年）5月11日 - 建設省から、県道野呂川波高島停車場線が南アルプス公園線として主要地方道に指定される[3]。

## 路線状況

### 道の駅
- 道の駅みのぶ

## 地理

### 通過する自治体
- 山梨県
  - 南アルプス市 - 南巨摩郡早川町 - 南巨摩郡　身延町

### 交差する道路

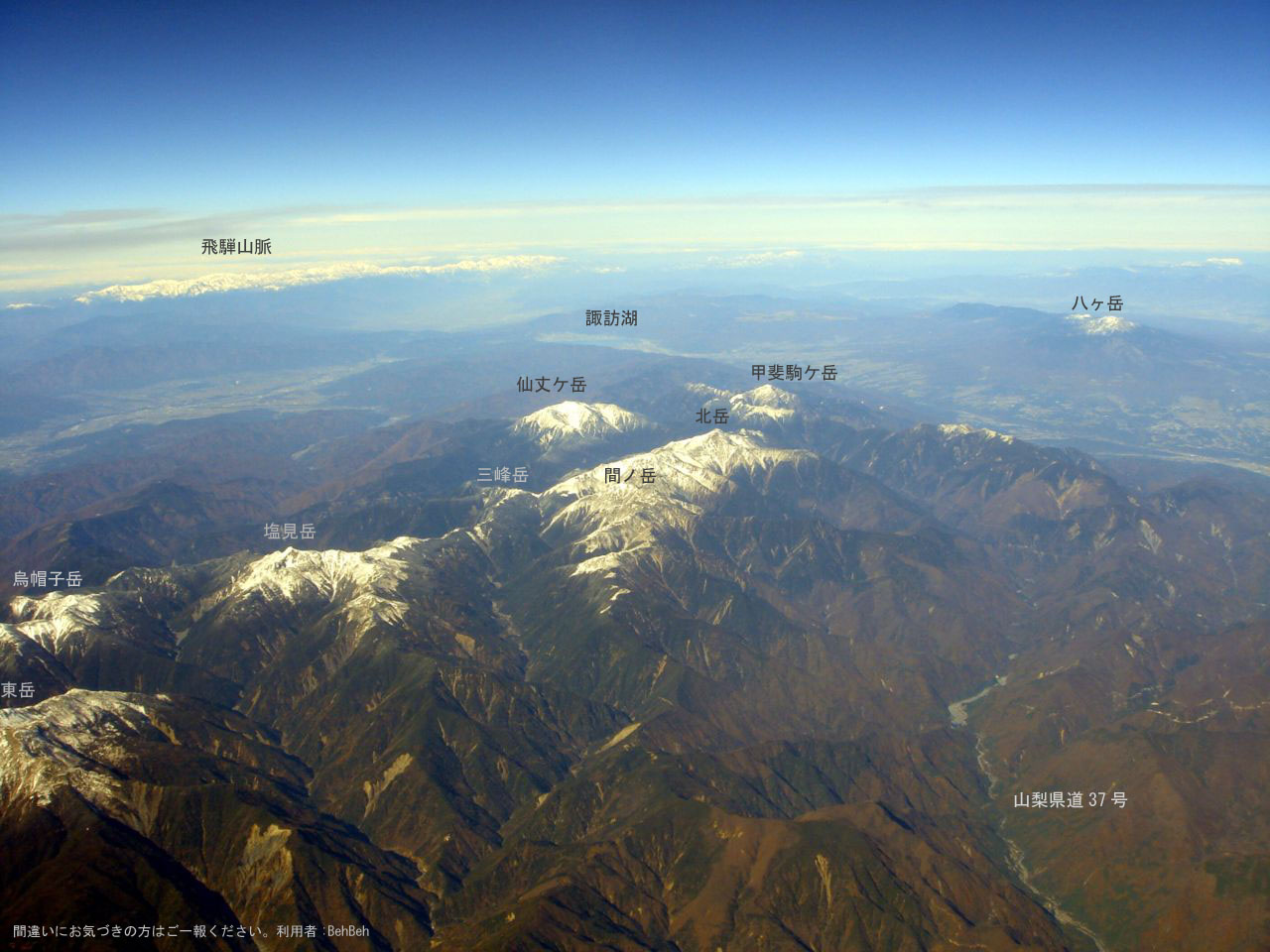
南アルプス上空より見る山梨県道37号南アルプス公園線（2006年11月）

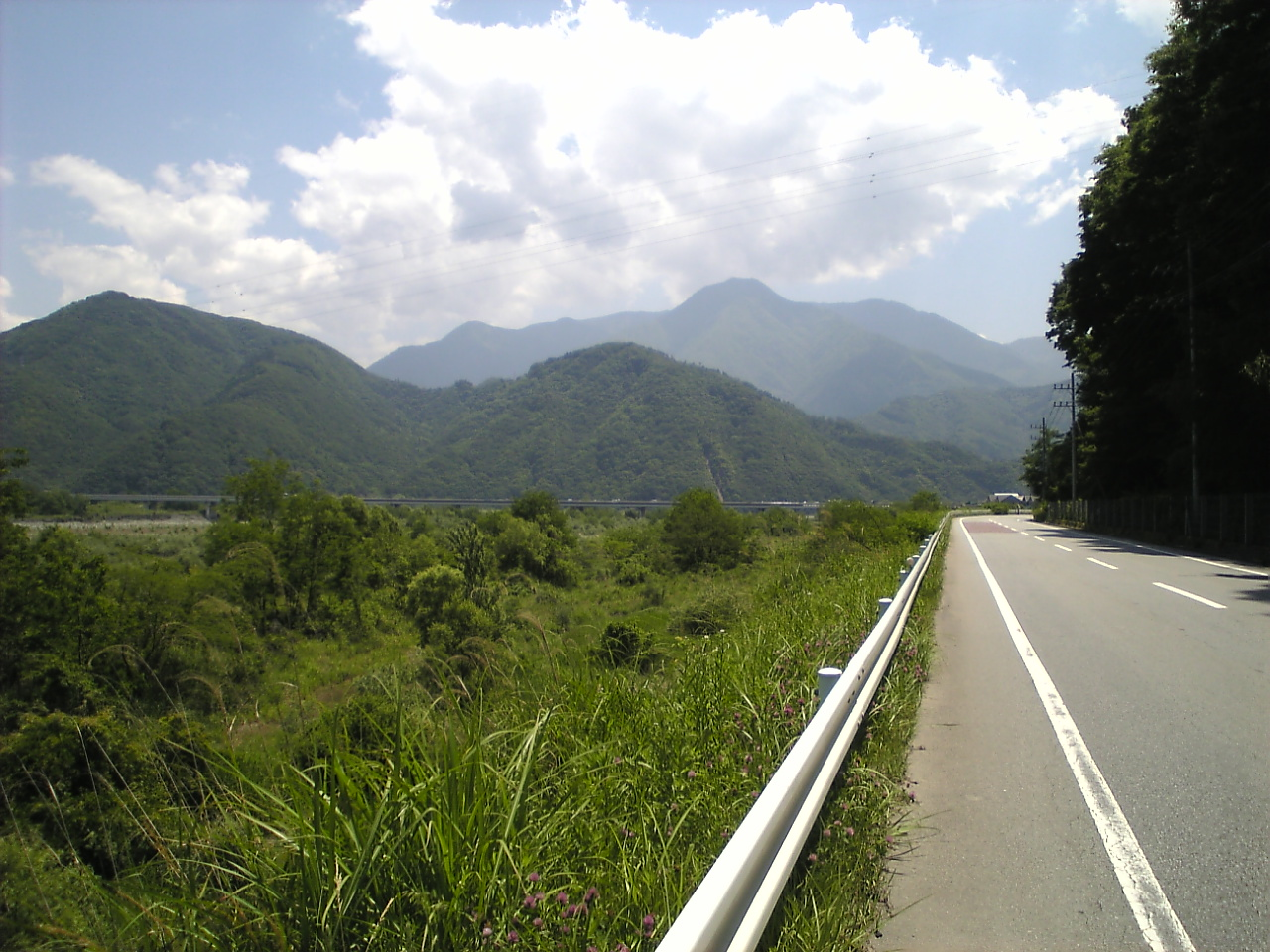
早川と富士川の合流点付近（2010年6月）

- 山梨県道810号雨畑大島線（南巨摩郡早川町雨畑）
- 山梨県道410号粟倉飯富線（南巨摩郡身延町粟倉）
- 国道52号・国道300号（南巨摩郡身延町下山・上沢交差点、終点）
- 山梨県営林道南アルプス線[要出典]

### 沿線
- 白鳳渓谷
- 奈良田神社
- 奈良田温泉
- 西山郵便局
- 西山温泉
- 湯島の大杉
- 新倉断層
- 三里郵便局
- 大滝温泉
- 早川町立早川北小学校
- 西之宮のサイカチ
- 早川郵便局
- 早川町立早川中学校
- 草塩温泉
- 京ヶ島の夫婦杉
- 早川町役場
- 七面山口郵便局
- 早川町立早川南小学校
- 七面山温泉
- 初鹿島の大アラカシ
- 上沢寺の大葉つき銀杏